# Svenskar i Thailand
Till svenskar i Thailand räknas personer bosatta i Thailand och som har sitt ursprung i Sverige. Enligt organisationen Svenskar i Världen fanns omkring 20 000 svenskar i Thailand 2015. Thailand är ett av de länder med flest utlandssvenskar, fler än i Sveriges grannländer Danmark och Finland. I Thailand finns svenskspråkiga skolor, och Svenska kyrkan.